# Estación de Islikon
La estación de Islikon es una estación ferroviaria de la localidad de Islikon, perteneciente a la comuna suiza de Gachnang, en el Cantón de Turgovia.

## Historia y situación
La estación de Islikon fue abierta en el año 1855 con la apertura al tráfico ferroviario de la línea que unía a Winterthur con Romanshorn, del Schweizerische Nordostbahn (NOB), y en 1902 se integró en los SBB-CFF-FFS.
La estación se encuentra ubicada en el borde noreste del núcleo urbano de Islikon, en el oeste de la comuna de Gachnang. Tiene dos andenes laterales a los que acceden dos vías pasantes.
La estación está situada en términos ferroviarios en la línea férrea Winterthur - Romanshorn. Sus dependencias ferroviarias colaterales son la estación de Rickenbach-Attikon hacia Winterthur y la estación de Frauenfeld en dirección Romanshorn.

## Servicios ferroviarios
Los servicios son prestados por SBB-CFF-FFS:

### S-Bahn Zúrich
La estación está integrada dentro de la red de trenes de cercanías S-Bahn Zúrich, y en la que efectúan parada los trenes de varias líneas pertenecientes a S-Bahn Zúrich:
- S 24 Thayngen – Schaffhausen/Weinfelden – Winterthur – Zúrich Flughafen – Zúrich HB – Thalwil – Horgen Oberdorf – Zug
- S 30 Winterthur – Frauenfeld – Weinfelden (– Romanshorn – Rorschach)